# Minority SafePack

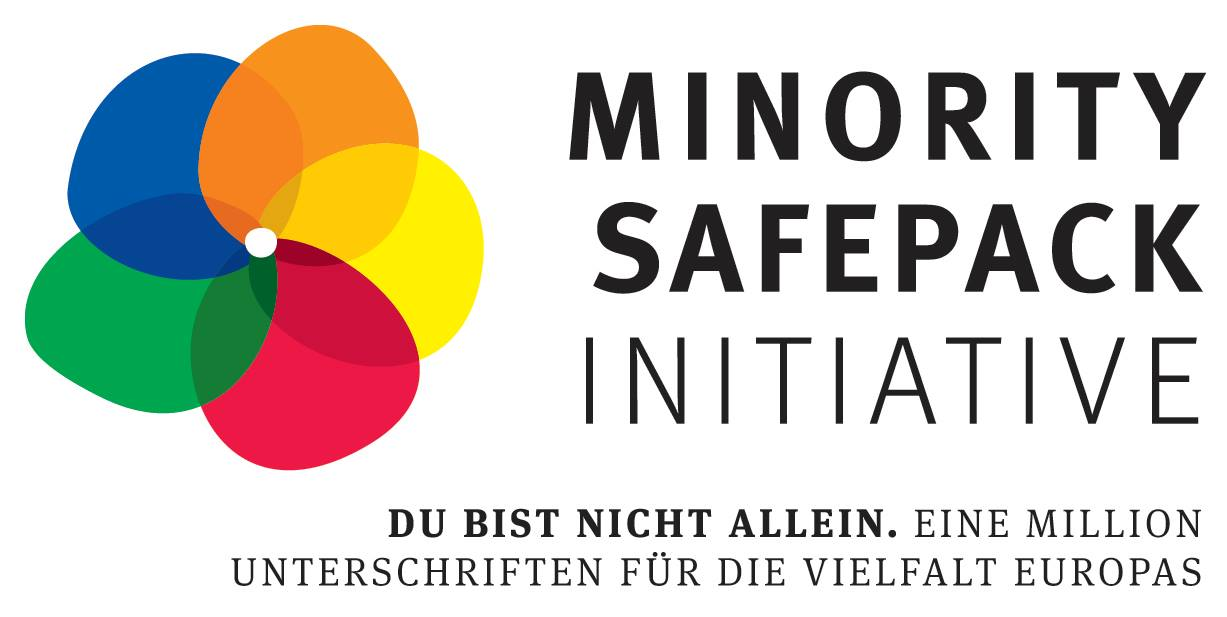
Imatge gràfica de la iniciativa Minority SafePack.

Minority SafePack — un milió de signatures per la diversitat a Europa és una Iniciativa Ciutadana Europea a favor de la defensa dels drets de les minories a la Unió Europea que ha impulsat la Unió Federalista de les Comunitats Ètniques Europees, FUEN.

## Contingut
Les nou propostes registrades per la Comissió Europea en la Decisió de la Comissió 2017/652 del 29 de març de sobre la proposta ciutadana ‘Minority SafePack — un milió de signatures per la diversitat a Europa', van ser:
- Una recomanació del Consell «relativa a la protecció i la promoció de la diversitat cultural i lingüística a la Unió»,
- Una decisió o un reglament del Parlament Europeu i del Consell, que tingui l'objectiu d'adaptar «els programes de finançament per facilitar l'accés a les llengües regionals i minoritàries»,
- Una decisió o un reglament del Parlament Europeu i del Consell, que tingui per objectiu crear un centre de la diversitat lingüística que reforci la consciència de la importància de les llengües regionals i minoritàries i promogui la diversitat a tots els nivells i que el financi fonamentalment la Unió,
- Un reglament pel qual s'adaptin les normes generals aplicables a les tasques, els objectius prioritaris i l'organització dels Fons Estructurals de manera que es tingui en compte la protecció de les minories i la promoció de la diversitat cultural i lingüística, sempre que les accions que es financin duguin a l'impuls de la cohesió econòmica, social i territorial de la Unió,
- Un reglament del Parlament Europeu i del Consell que tingui per objectiu modificar el reglament relatiu al programa «Horitzó 2020» per millorar la consecució del valor afegit que les minories nacionals i la diversitat cultural i lingüística poden aportar en el desenvolupament social i econòmic a les regions de la Unió,
- La modificació de la legislació de la UE per garantir una quasi igualtat de tractament entre els apàtrides i els ciutadans de la Unió,
- Un reglament del Parlament Europeu i del Consell destinat a introduir un dret d'autor uniforme que permeti considerar el conjunt de la Unió com un mercat interior en matèria de drets d'autor,
- Una modificació de la Directiva 2010/13/UE, per garantir la lliure prestació de serveis i la recepció de continguts audiovisuals a les regions en què resideixen minories nacionals,
- Un reglament o decisió del Consell, amb vista a una exempció per categoria dels projectes que promoguin les minories nacionals i llur cultura, del procediment previst en l'article 108, apartat 2, del TFUE.

Dues de les propostes presentades a l'esmentada Decisió 2017/652 es van rebutjar:
- Una directiva, reglament o decisió al si de la Unió del lloc dels ciutadans que pertanyen a una minoria nacional, amb l'objectiu de garantir que es tinguin en compte les seves preocupacions legítimes a l'hora d'elegir els representants al Parlament Europeu;
- Mesures efectives per combatre la discriminació i promoure la igualtat de tracte, inclòs pel que fa a les minories nacionals.

## Litigi
La Comissió europea en un principi va rebutjar el registre de la iniciativa l'any 2013. Els autors, entre els quals hi ha Hunor Kelemen, Anke Spoorendonk, Karl-Heinz Lambertz, Luis Durnwalder i Valentin Inzko, va apel·lar aquesta negativa a la justícia. El Tribunal de la Unió Europea va anul·lar la decisió de la Comissió el febrer de 2017. El març de 2017, la Comissió va decidir llançar la recollida de signatures per a les 9 de les 11 propostes que s'havien inclòs inicialment a la iniciativa.

## Recollida de signatures
La recollida de signatures, que es va fer tant en línia com presencial, va començar l'abril de 2017 i va durar fins al 3 d'abril de 2018.
L'Euroregió Tirol–Tirol del Sud–Trentí va donar suport a la iniciativa, i també ho va fer el Parlament Basc i el Parlament de Navarra; es va publicar una invitació a signar la iniciativa a la pàgina web del Parlament de la Comunitat Germanòfona de Bèlgica. Tal com informa la FUEN, també hi va donar suport el President del Parlament Europeu i el Parlament Hongarès.
El 4 d'abril de 2018, la iniciativa havia rebut el suport en línia de 771.089 ciutadans de la UE, mentre que el llindar era d'1.000.000. El llindar necessari estatal es va assolir mitjançant signatures en línia a nou estats membres (Romania, Hongria, Letònia, l'Estat espanyol, Dinamarca, Eslovàquia, Lituània, Croàcia i Eslovènia), mentre que n'eren necessaris set.
El recompte de signatures en línia i presencials va sumar un suport a la petició d'1.215.789 ciutadans europeus. Es va arribar al llindar a onze estats: Romania, Hongria, Letònia, l'Estat espanyol, Dinamarca, Eslovàquia, Croàcia, Lituània, Eslovènia, Bulgària i Itàlia. El 25 de juliol es va confirmar que més d'1,1 milions de signatures s'havien reconegut com a vàlides.
A la mitjanit del 3 d'abril de 2018, la data límit de la recollida, el recompte de signatures va ser el següent:
| Estat          | Llindar necessari | Signatures en línia (CE) | Signatures en línia (CE) | Signatures en línia + fora de línia (FUEN) | Signatures en línia + fora de línia (FUEN) |
| Estat          | Llindar necessari | Nre.                     | %                        | Nre.                                       | %                                          |
| -------------- | ----------------- | ------------------------ | ------------------------ | ------------------------------------------ | ------------------------------------------ |
| Àustria        | 13.500            | 9.489                    | 70,29%                   | 8.989                                      | 94,73%                                     |
| Bèlgica        | 15.750            | 992                      | 6,30%                    | 1.374                                      | 8,72%                                      |
| Bulgària       | 12.750            | 292                      | 2,29%                    | 23.291                                     | 182,67%                                    |
| Xipre          | 4.500             | 36                       | 0,80%                    | 29                                         | 0,64%                                      |
| Rep. Txeca     | 15.750            | 493                      | 3,13%                    | 475                                        | 3,02%                                      |
| Alemanya       | 72.000            | 18.393                   | 25,55%                   | 19.892                                     | 27,63%                                     |
| Croàcia        | 8.250             | 17.434                   | 211,39%                  | 16.450                                     | 199,39%                                    |
| Dinamarca      | 9.750             | 12.194                   | 125,07%                  | 11.903                                     | 122,08%                                    |
| Eslovènia      | 6.895             | 6.706                    | 114,92%                  | 6.458                                      | 93,66%                                     |
| Eslovàquia     | 9.750             | 14.490                   | 148,62%                  | 57.421                                     | 588,93%                                    |
| Estat espanyol | 40.500            | 53.772                   | 132,77%                  | 53.452                                     | 131,98%                                    |
| Estònia        | 4.500             | 1.160                    | 25,78%                   | 1.121                                      | 24,91%                                     |
| Finlàndia      | 9.750             | 3.908                    | 40,08%                   | 3.847                                      | 39,46%                                     |
| França         | 55.500            | 9.039                    | 16,29%                   | 8.655                                      | 15,59%                                     |
| Grècia         | 15.750            | 3.166                    | {20,10%                  | 4.912                                      | 31,19%                                     |
| Hongria        | 15.750            | 258.168                  | 1.639,16%                | 565.667                                    | 3.591,15%                                  |
| Irlanda        | 8.250             | 295                      | 3,58%                    | 276                                        | 3,35%                                      |
| Itàlia         | 54.750            | 47.687                   | 87,10%                   | 59.320                                     | 108,35%                                    |
| Letònia        | 6.000             | 8.101                    | 135,02%                  | 7.936                                      | 120,60%                                    |
| Lituània       | 8.250             | 20.284                   | 245,87%                  | 19.706                                     | 238,86%                                    |
| Luxemburg      | 4.500             | 96                       | 2,13%                    | 93                                         | 2,07%                                      |
| Malta          | 4.500             | 45                       | 1,00%                    | 45                                         | 1,00%                                      |
| Països Baixos  | 19.500            | 2.803                    | 14,37%                   | 3.181                                      | 16,31%                                     |
| Polònia        | 38.250            | 3.356                    | 8,77%                    | 22.100                                     | 57,78%                                     |
| Portugal       | 15.750            | 124                      | 0,79%                    | 120                                        | 0,76%                                      |
| Romania        | 24.000            | 274.744                  | 1.144,77%                | 291.914                                    | 1.216,31%                                  |
| Suècia         | 15.000            | 1.959                    | 13,06%                   | 1.902                                      | 12,68%                                     |
| Regne Unit     | 54.750            | 1.674                    | 3,06%                    | 1.636                                      | 2,99%                                      |
| Total          | 1.000.000         | 771.089                  | 77,11%                   | 1.192.165                                  | 114,26%                                    |